# Тройничный нерв
Тройничный нерв (лат. nervus trigeminus) — V пара черепных нервов, представляющая собой смешанный нерв (три чувствительных ядра и одно двигательное), осуществляющий чувствительную иннервацию кожи лица, зубов, языка (кроме задней трети) и других образований головы и шеи, а также осуществляющий двигательную иннервацию некоторых анатомических структур этой же области.

## Состав
Нерв смешанного типа, содержит чувствительные и двигательные ядра и волокна. Своё название получил вследствие того, что чувствительная часть на выходе из тройничного узла разделяется на три основные ветви: верхнюю (чувствительную) — глазной нерв (лат. nervus ophthalmicus), среднюю (чувствительную) — верхнечелюстной нерв (лат. nervus maxillaris) и нижнюю (смешанную) — нижнечелюстной нерв (лат. nervus mandibularis). Эти три ветви обеспечивают чувствительность тканей лица, большей части мягких тканей свода черепа, тканей и слизистых носа и рта, зубов, а также частей твёрдой мозговой оболочки. Двигательная часть иннервирует жевательные и некоторые другие мышцы.

## Анатомия
Тройничный нерв по своему характеру смешанный. Из мозга нерв выходит сбоку от варолиевого моста и является границей, после которой варолиев мост переходит в средние ножки мозжечка.
На основании мозга он показывается из толщи варолиевого моста у места отхождения от последнего средней ножки мозжечка (лат. pedunculus cerebellaris medius) двумя частями: чувствительным и двигательным корешками.
Обе части направляются вперёд и несколько латерально и проникают в щель между листками твёрдой мозговой оболочки. По ходу чувствительного корешка, между её листками образуется тройничная полость (лат. cavum trigeminale) располагающаяся на тройничном вдавлении (лат. impressio trigemini) верхушки пирамиды височной кости. В полости залегает сравнительно больших размеров (длиной от 15 до 18 мм) тройничный ганглий (лат. ganglion trigeminale) (эпоним: Гассеров узел), располагающийся вогнутостью назад и выпуклостью вперёд.
От его переднего выпуклого края отходят три основные ветви тройничного нерва: глазной, верхне- и нижнечелюстные нервы.
Двигательный корешок огибает тройничный узел со внутренней стороны, направляется к овальному отверстию (лат. foramen ovale), где вступает в состав третьей ветви тройничного нерва.

## Функция
Тройничный нерв — смешанный. С одной стороны он является главным чувствительным нервом лица и ротовой полости, но в его составе имеются также двигательные волокна, иннервирующие жевательные мышцы.
Тройничный нерв имеет ядро поверхностной (болевой и тактильной) — спинномозговое ядро тройничного нерва (лат. nucleus tractus spinalis n. trigemini) и ядро глубокой (проприоцептивной) чувствительности — собственное чувствительное ядро тройничного нерва (лат. nucleus sensorius principalis n. trigemini). Третье чувствительное ядро тройничного нерва направляется к среднему мозгу — среднемозговое ядро тройничного нерва (лат. nucleus mesencephalicus n. trigemini). Двигательная часть тройничного нерва начинается от двигательного ядра тройничного нерва (лат. nucleus masticatorius (motorius) n.trigemini).
Чувствительные центростремительные (афферентные) волокна тройничного нерва представляют собой дендриты мощного тройничного (гассерового) узла, в котором заложены первые чувствительные псевдоуниполярные нейроны тройничного нерва. От них отходят аксоны к телам вторых нейронов, заложенных в ядрах ствола мозга. В зависимости от того, про какую чувствительность они несут информацию (поверхностную или глубокую), имеются два чувствительных ядра тройничного нерва — глубокой и поверхностной чувствительности.
Ядро поверхностной (болевой и тактильной) чувствительности (лат. nucleus tractus spinalis n.trigemini) является прямым продолжением задних рогов спинного мозга. Оно проходит через мост мозга, продолговатый мозг и два верхних шейных сегмента спинного мозга. В ядре имеется соматотопическое представительство. В оральной (верхней) части ядра представлена область лица, наиболее близко расположенная к средней его линии, и наоборот, в каудальной (нижней) части — наиболее удалённые области. Их волокна совершают перекрёст и входят в медиальную петлю (лат. lemniscus medialis) и вместе с ней заканчиваются в зрительном бугре (его заднесрединном ядре).
Ядро глубокой (проприоцептивной) чувствительности (лат. nucleus sensorius principalis n.trigemini) занимает ограниченную область дорсолатеральной части покрышки моста. Оно получает афферентные (чувствительные) импульсы прикосновения, дискриминации и давления, которые в спинном мозгу проводятся задними канатиками. Аксоны вторых нейронов этого ядра также переходят на противоположную сторону и идут вместе с медиальной петлёй до вентрального заднемедиального ядра таламуса.
Третьи нейроны тройничных путей, расположенные в таламусе, посылают свои аксоны через заднюю ножку внутренней капсулы до нижней трети постцентральной извилины.
Двигательное ядро тройничного нерва (лат. nucleus masticatorius (motorius) n.trigemini) имеет своё ядро в покрышке моста. Оно расположено медиальнее ядра глубокой чувствительности тройничного нерва. Аксоны этого ядра выходят рядом с чувствительным корешком и присоединяются к нижнечелюстному нерву, иннервируя жевательную, височную, латеральную и медиальную крыловидные, челюстно-подъязычную мышцы, переднее брюшко двубрюшной мышцы. К двигательному ядру идут кортико-нуклеарные пути из обоих полушарий мозга.
Тройничный нерв является частью рефлекторных дуг.
Сенсорные импульсы от слизистой оболочки глаза проводятся по глазничному нерву до nucleus sensorius principalis n.trigemini. Здесь они переключаются на другие нейроны, представляющие афферентную часть дуги корнеального рефлекса и связанные с ядром лицевого нерва на этой же стороне. Эфферентная часть рефлекторной дуги представлена периферическим нейроном лицевого нерва.
Чувствительные волокна, которые несут импульсы от слизистой оболочки носа к области ядер тройничного нерва, представляют афферентную часть чихательного рефлекса. В эфферентной части этого рефлекса принимают участие несколько нервов: V, VII, IX, X и нервы, ответственные за организацию выдоха.

## Заболевания тройничного нерва
Патологии тройничного нерва нарушают работу соответствующих чувствительных или двигательных систем. Наиболее известной из них является невралгия тройничного нерва, когда больной испытывает приступы острой боли по ходу тройничного нерва. 
Клинические проявления при поражении разных отделов тройничного нерва:

Схема зон иннервации тройничного нерва

- При поражении одной из ветвей тройничного нерва возникают расстройства как глубокой так и поверхностной чувствительности (анестезии, гиперестезии и т. д.). При поражении I ветви (лат. n. ophtalmicus) происходит нарушение чувствительности кожи лба и передней волосистой части головы, верхнего века, внутреннего угла глаза и спинки носа, глазного яблока, слизистых верхней части носовой полости, лобной и решётчатой пазух, мозговых оболочек. Характерно также снижение надбровного и корнеального рефлексов.
- При поражении II ветви (лат. n. maxillaris) происходит нарушение чувствительности кожи нижнего века и наружного угла глаза, части кожи боковой поверхности лица, верхней части щеки, верхней губы, верхней челюсти, зубов верхней челюсти, слизистой нижней части носовой полости, верхнечелюстной (гайморовой) пазухи.
- При поражении III ветви (лат. n.mandibularis) возникают как нарушения чувствительности (в области нижней губы, нижней части щеки, подбородка, задней части боковой поверхности лица, нижней челюсти, дёсен и зубов, слизистой щёк, нижней части ротовой полости и языка), так и периферический паралич жевательных мышц. При этом вследствие их атрофии может определяться асимметрия контуров мышц. Особенно отчётливым бывает западание височной ямы при периферическом параличе височной мышцы. При параличе жевательной мышцы (лат. m. masseter) возникает асимметрия овала лица. Напряжение жевательных мышц при нарушении их иннервации оказывается ослабленным. Это можно определить, положив свои руки на область височной или жевательной мышц больного и попросив его произвести жевательные движения, которые должны обусловить их сокращение. При этом выявляется асимметрия напряжения мышц на больной и здоровой сторонах. Можно отметить, что при их поражении снижается сила прикуса на стороне поражения. Если наступил паралич наружной и внутренней крыловидных мышц, то слегка приспущенная нижняя челюсть отклоняется от средней линии в сторону патологического очага. При двустороннем поражении жевательных мышц может наступить отвисание нижней челюсти. Характерно также снижение нижнечелюстного рефлекса.
- При нарушении как поверхностной так и глубокой чувствительности на лице в области иннервации одной из ветвей говорят о нарушении чувствительности на лице по периферическому типу. Следует учитывать, что зоны иннервации ветвей тройничного нерва наслаиваются друг на друга и потому при поражении одной из них участок кожи, на котором выявляется нарушение чувствительности, обычно меньше её зоны иннервации.
- При вовлечении в процесс тригеминального (гассерова) узла или чувствительного корешка тройничного нерва на основании мозга выпадение чувствительности наблюдается в области зоны всех трёх ветвей. При наличии герпетических высыпаний в области иннервации какой-либо из ветвей тройничного нерва вирус персистирует в гассеровом узле. Дело в том, что в ганглиях вирус герпеса I неуловим для клеток иммунной системы и временами он распространяется по какой-либо из ветвей тройничного нерва.
- Расстройства чувствительности могут возникать и при поражении чувствительных ядер тройничного нерва, расположенных в стволе мозга. При этом характерна диссоциация чувствительных расстройств.

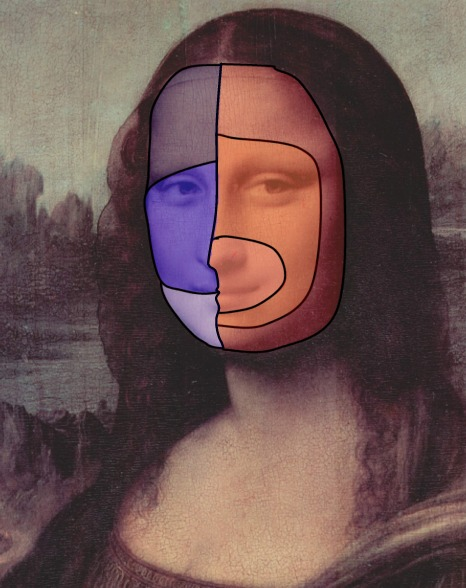
Слева (указаны синим) отмечены зоны иннервации ветвей тройничного нерва, справа — зоны Зельдера

- Чаще патологическим воздействиям бывает подвержено имеющее большую протяжённость nucleus tractus spinalis n.trigemini. При этом зона чувствительных расстройств на лице будет находиться в зависимости от того, какая часть ядра нисходящего корешка тройничного нерва поражена в данном случае. Если поражается только оральная часть ядра, то чувствительные расстройства выявляются лишь в оральной части той же половины лица (область носа и губ), если патологический процесс распространяется по ядру сверху вниз, то зоны чувствительных расстройств постепенно распространяется на всю половину лица от носа к ушной раковине и нижней челюсти. Чувствительность латеральных отделов лица при этом нарушается лишь при поражении наиболее каудально расположенной части ядра. Таким образом, каждому этажу ядра на лице соответствует определённая зона, имеющая форму скобки, известная под названием зоны Зельдера. В зонах Зельдера выпадает только поверхностная чувствительность (температурная и болевая), тогда как глубокая остаётся сохранённой. Такое поражение ядра спинального пути тройничного нерва может возникать при инфаркте мозга, демиелинизирующих заболеваниях, сирингобульбии и других очаговых поражениях ствола мозга.
- Лицевая боль, называемая тригеминальной невралгией (болевой тик) представляет особую значимость. Она характеризуется пароксизмальными атаками острой, режущей, терзающей боли, ограниченной зоной иннервации одной или нескольких ветвей тройничного нерва, и обычно сопровождается вазомоторными и секреторными нарушениями.

- Синдром Градениго характеризуется болью в области лобной ветви тройничного нерва в сочетании с парезом отводящего нерва. Он связан с воспалением пневматизированных клеток верхушки пирамиды височной кости.
- Аневризма внутренней сонной артерии в пределах кавернозного синуса может вызвать раздражение первой и, возможно, второй ветвей тройничного нерва и, следовательно, боль в зонах их иннервации.
- При раздражении двигательных нейронов тройничного нерва развивается тоническое напряжение жевательной мускулатуры (тризм). Жевательные мышцы напряжены и тверды на ощупь, зубы настолько крепко сжаты, что раздвинуть их невозможно. Тризм может возникать также при раздражении проекционных центров жевательных мышц в коре большого мозга и идущих от них путей. Тризм развивается при столбняке, менингите, тетании, эпилептическом припадке, опухолях в области моста мозга. При этом нарушается или совсем невозможен приём пищи, нарушена речь, имеются расстройства дыхания. Выражено нервно-психическое напряжение. Тризм может быть длительным, что ведёт к истощению больного.

## Методика исследования
Выясняют у больного, не испытывает ли он болевых или других ощущений (онемение, ползание мурашек и т. д.) в области лица. Прощупывают точки выхода ветвей тройничного нерва, определяя, не являются ли они болезненными. Исследуют в симметричных точках лица в зоне иннервации всех трёх ветвей, а также в зонах Зельдера с помощью иглы Маира и Насти болевую чувствительность, с помощью ватки либо волосков и щетинок Фрея — тактильную.
Для исследования двигательной функции определяют, не происходит ли смещение нижней челюсти при открывании рта. Затем исследующий накладывает ладони на височные и жевательные мышцы последовательно и просит больного несколько раз стиснуть и разжать зубы, отмечая степень напряжения мышц с обеих сторон и её равномерность.
Для оценки функционального состояния тройничного нерва имеет значение исследование конъюнктивального (корнеального) и нижнечелюстного рефлексов.